# انتلوپ ولز (نیومکزیکو)
انتلوپ ولز (به انگلیسی: Antelope Wells) یک منطقهٔ مسکونی در ایالات متحده آمریکا است که در شهرستان هیدالگو، نیومکزیکو واقع شده‌است. انتلوپ ولز ۲ نفر جمعیت دارد و ۱٬۴۲۱٫۹۱ متر بالاتر از سطح دریا واقع شده‌است.